# Società Polisportiva Ars et Labor 2000-2001
Questa pagina raccoglie le informazioni riguardanti la Società Polisportiva Ars et Labor nelle competizioni ufficiali della stagione 2000-2001.

## Stagione
Nella stagione 2000-2001 ritorna alla SPAL in veste di direttore sportivo Giovanni Botteghi, il nuovo allenatore è Alessandro Scanziani. Gli acquisti più attesi, Paolo Andreotti e Giacomo Mignani, non avranno un rendimento adeguato e l'australiano Matthew Kemp passerà come una meteora. Botteghi conferma però la sua abilità di talent scout portando a Ferrara alcuni giovani che avranno più fortuna in altre squadre: il difensore Matteo Contini, gli attaccanti Salvatore Bruno e Gianluca Temelin. 
La squadra in campionato non parte con il piede giusto e Scanziani viene sostituito in panchina da Mauro Melotti, che contando su importanti rinforzi invernali quali Davide Carrus, Sergio Pellissier, Stefano Botteghi e lanciando alcuni giovani del vivaio, infila una serie positiva che riesce a far sognare per alcune settimane i play-off. Il torneo sarà archiviato con un discreto nono posto in classifica.

## Rosa
| N. |                   | Ruolo | Calciatore          |
| -- | ----------------- | ----- | ------------------- |
|    | Italia (bandiera) | C     | Simonluca Agazzone  |
|    | Italia (bandiera) | D     | Simone Airoldi      |
|    | Italia (bandiera) | C     | Paolo Andreotti     |
|    | Italia (bandiera) | D     | Nicola Binchi       |
|    | Italia (bandiera) | C     | Stefano Botteghi    |
|    | Italia (bandiera) | A     | Salvatore Bruno     |
|    | Italia (bandiera) | A     | Emanuele Cancellato |
|    | Italia (bandiera) | C     | Davide Carrus       |
|    | Italia (bandiera) | A     | Raffaele Cerbone    |
|    | Italia (bandiera) | P     | Francesco Conti     |
|    | Italia (bandiera) | D     | Matteo Contini      |
|    | Italia (bandiera) | A     | Giovanni Di Somma   |
|    | Italia (bandiera) | D     | Marco Farinelli     |
|    | Italia (bandiera) | D     | Andrea Ghetti       |

| N. |                      | Ruolo | Calciatore          |
| -- | -------------------- | ----- | ------------------- |
|    | Australia (bandiera) | C     | Matthew Kemp        |
|    | Italia (bandiera)    | C     | Pasquale Logarzo    |
|    | Italia (bandiera)    | C     | Massimiliano Longhi |
|    | Italia (bandiera)    | C     | Cristian Mauro      |
|    | Italia (bandiera)    | D     | Giacomo Mignani     |
|    | Italia (bandiera)    | C     | Fabiano Mistretta   |
|    | Italia (bandiera)    | A     | Sergio Pellissier   |
|    | Italia (bandiera)    | P     | Andrea Pierobon     |
|    | Italia (bandiera)    | D     | Massimiliano Rosa   |
|    | Italia (bandiera)    | D     | Francesco Rossi     |
|    | Italia (bandiera)    | A     | Gianluca Temelin    |
|    | Italia (bandiera)    | D     | Francesco Tomei     |
|    | Italia (bandiera)    | C     | Stefano Vecchi      |

## Risultati

### Serie C1 (girone A)

#### Girone di andata
| Arbitro: | Nicoletti (Macerata) |

|                     |           |  |
| Califano 64’ (rig.) | Marcatori |  |

| Arbitro: | Belloli (Bergamo) |

|           |           |  |
| Tomei 34’ | Marcatori |  |

| Carrara 17 settembre 2000 3ª giornata | Carrarese         | 0 – 0 | SPAL | Stadio dei Marmi\| Arbitro: \| Cruciani (Pesaro) \| |
| Arbitro:                              | Cruciani (Pesaro) |       |      |                                                     |

| Arbitro: | Valensin (Milano) |

|                                   |           |                         |
| Logarzo 45’ (rig.) Cancellato 73’ | Marcatori | 39’ Zirafa 77’ Scazzola |

| Arbitro: | Battistella (Conegliano) |

|                          |           |            |
| Bruno 25’ Cancellato 83’ | Marcatori | 5’ Benfari |

| Arbitro: | Tonin (Piombino) |

|                        |           |                |
| Guidetti 28’ Bruni 32’ | Marcatori | 57’ Cancellato |

| Arbitro: | Dattilo (Locri) |

|                                       |           |                              |
| Mussi 66’ (rig.) Ariatti 90+1’ (rig.) | Marcatori | 35’ Cancellato 75’ Andreotti |

| Arbitro: | Evangelista (Avellino) |

|                       |           |                           |
| Cancellato 41’ (rig.) | Marcatori | 4’ Carruezzo 63’ Ferrigno |

| Varese 29 ottobre 2000 9ª giornata | Varese             | 0 – 0 | SPAL | Stadio Franco Ossola\| Arbitro: \| Niccolai (Livorno) \| |
| Arbitro:                           | Niccolai (Livorno) |       |      |                                                          |

| Arbitro: | Giammillaro (Messina) |

|             |           |                                |
| Temelin 64’ | Marcatori | 2’, 5’ Bernardi 59’ G. Ferrari |

| Arbitro: | Liberti (Genova) |

|             |           |             |
| Araboni 63’ | Marcatori | 67’ Temelin |

| Arbitro: | Masiero (Mestre) |

|                             |           |                               |
| Cancellato 46’ Di Somma 55’ | Marcatori | 11’ Tarantino 47’ Della Morte |

| Arbitro: | Lambertini (Bologna) |

|              |           |  |
| Nincheri 74’ | Marcatori |  |

| Arbitro: | Rubino (Salerno) |

|                       |           |  |
| Cancellato 12’ (rig.) | Marcatori |  |

| Arbitro: | Ferrari (Roma) |

|                                    |           |                                            |
| Magnani 5’ G. Rossi 35’ Fusani 50’ | Marcatori | 36’ (rig.) Cancellato 75’ Longhi 81’ Bruno |

| Arbitro: | Cruciani (Pesaro) |

|               |           |           |
| Andreotti 74’ | Marcatori | 67’ Bondi |

| Arbitro: | Giammillaro (Messina) |

|                        |           |             |
| Menolascina 56’ (rig.) | Marcatori | 47’ Airoldi |

#### Girone di ritorno
| Arbitro: | Cannella (Palermo) |

|                |           |  |
| Cancellato 79’ | Marcatori |  |

| Arbitro: | Amato (Castellammare di Stabia) |

|  |           |                            |
|  | Marcatori | 53’ Pellissier 87’ Temelin |

| Arbitro: | Ciampi (Pisa) |

|                                                 |           |  |
| Longhi 18’ Cancellato 31’ (rig.) Pellissier 48’ | Marcatori |  |

| Arbitro: | Tonolini (Milano) |

|                     |           |                |
| Scazzola 78’ (rig.) | Marcatori | 86’ Cancellato |

| Arezzo 11 febbraio 2001 22ª giornata | Arezzo            | 0 – 0 | SPAL | Stadio Comunale\| Arbitro: \| G. Rossi (Rimini) \| |
| Arbitro:                             | G. Rossi (Rimini) |       |      |                                                    |

| Arbitro: | Finazzi (Torino) |

|                           |           |  |
| Pellissier 36’ Longhi 75’ | Marcatori |  |

| Arbitro: | Niccolai (Livorno) |

|             |           |  |
| Temelin 46’ | Marcatori |  |

| Arbitro: | Ioseffi (Siena) |

|                         |           |  |
| Olivares 46’ Fresta 68’ | Marcatori |  |

| Ferrara 11 marzo 2001 26ª giornata | SPAL                | 0 – 0 | Varese | Stadio Paolo Mazza\| Arbitro: \| D'Aguanno (Marsala) \| |
| Arbitro:                           | D'Aguanno (Marsala) |       |        |                                                         |

| Arbitro: | Herberg (Messina) |

|              |           |  |
| Guarneri 67’ | Marcatori |  |

| Arbitro: | Tonin (Piombino) |

|                           |           |            |
| Andreotti 10’ Cerbone 51’ | Marcatori | 20’ Poloni |

| Arbitro: | Rubino (Salerno) |

|                          |           |                            |
| Tarantino 33’ Zhabov 34’ | Marcatori | 27’ Cerbone 57’ Cancellato |

| Arbitro: | Giannoccaro (Lecce) |

|                     |           |               |
| Cannarsa 33’ (aut.) | Marcatori | 46’ Lorenzini |

| Arbitro: | Finazzi (Torino) |

|                              |           |             |
| Bortolazzi 38’ Bertolini 48’ | Marcatori | 26’ Temelin |

| Arbitro: | Brunialti (Trento) |

|                    |           |                   |
| Temelin 31’ (rig.) | Marcatori | 26’ (rig.) Giglio |

| Arbitro: | P.S. Mazzoleni (Bergamo) |

|                     |           |                  |
| Taldo 49’, 54’, 74’ | Marcatori | 13’, 68’ Cerbone |

| Arbitro: | Ferraro (Crotone) |

|                         |           |                              |
| Cancellato 63’ Rosa 90’ | Marcatori | 48’ Clementini 61’ Chiappara |

### Coppa Italia

#### Girone D
| Arbitro: | Zenere (Schio) |

|  |           |                        |
|  | Marcatori | 40’ Di Somma 71’ Bruno |

| Arbitro: | M. Mazzoleni (Bergamo) |

|             |           |                            |
| Temelin 10’ | Marcatori | 24’ Centofanti 87’ Merloni |

| 23 agosto 2000 3ª giornata |  | – Turno di riposo Spal |  |  |

| Arbitro: | Romeo (Verona) |

|           |           |                          |
| Bacis 85’ | Marcatori | 29’ Di Somma 46’ Temelin |

| Arbitro: | Marti (Modena) |

|  |           |                    |
|  | Marcatori | 90’, 90+4’ Masitto |